# Загорье (Червень)
Загорье (бел. Загор'е) — бывшая деревня в Червенском районе Минской области, вошедшая в состав Червеня.

## Географическое положение
Находится примерно в 1,5 км к юго-западу от центра Червеня, на автодороге P-53 Червень—Марьина Горка.

## История
Деревня Загорье существовала как минимум на 1790 год.
На верстовке Белоруссии 1880 года на месте деревни находился форпост.
На 1917 год Загорье — фольварок в 1 двор, где насчитывалось 6 жителей (3 мужчины и 3 женщины).
В 1935 году здесь был домик лесника, в 1936 — также повидловый завод.
Как минимум на 1989 год деревня уже входит в состав Червеня.

## Современность
В настоящее время Загорье является микрорайоном Червеня, включающим южную часть улицы Ленинской, переулки Ленинский и Лесной. Здесь расположены Червенское ДРСУ № 121, Червенское лесничество и деревообрабатывающий цех Червенского лесхоза (производственный мастерской участок «Загорье»). В честь бывшей деревни Червенский городской лесопарк также именуется лесопарк «Загорье»